# Cape Cornwall

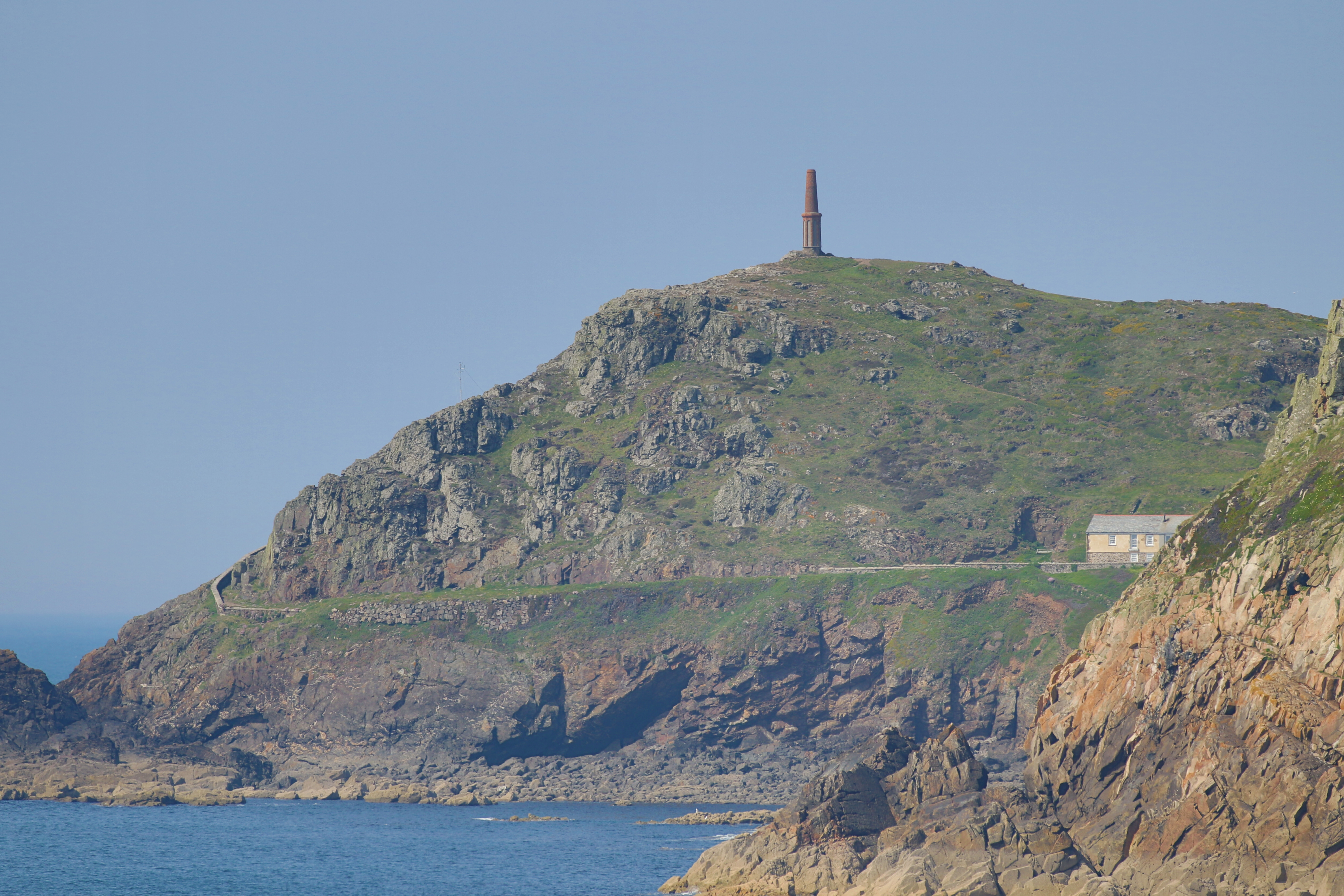
Kaap Cornwall

Cape Cornwall (Cornish: Kilgoodh Ust) is een landtong in West-Cornwall, zes kilometer ten noorden van Land's End bij St Just.
Een kaap is een in zee (of in een meer) uitstekend kustgedeelte, dat de uiterste punt vormt van een gebergte. Het grootste deel van de landtong is eigendom van de National Trust. Anderhalve kilometer van de kaap bevinden zich de Brisons, twee rotsen in zee. 

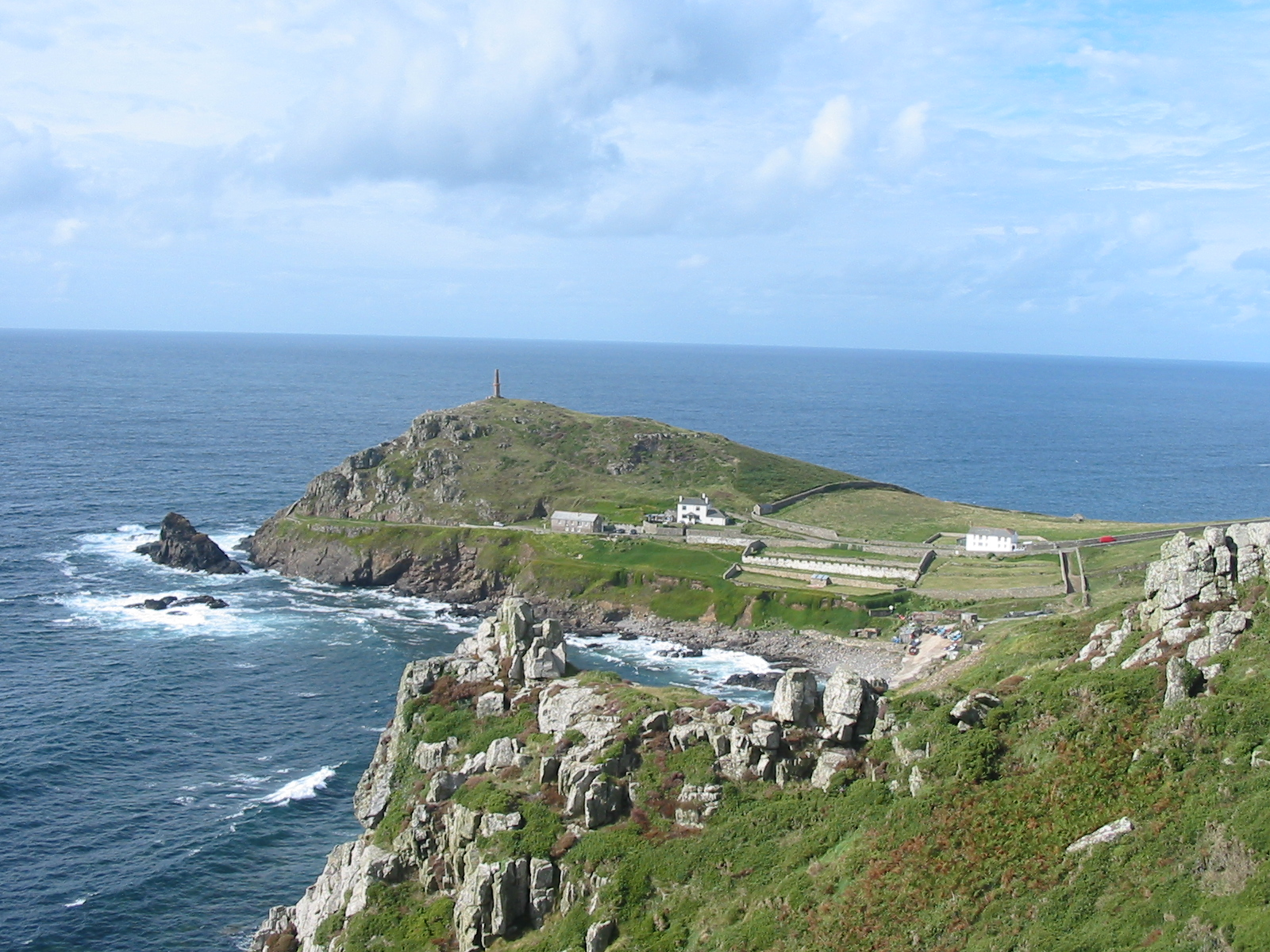
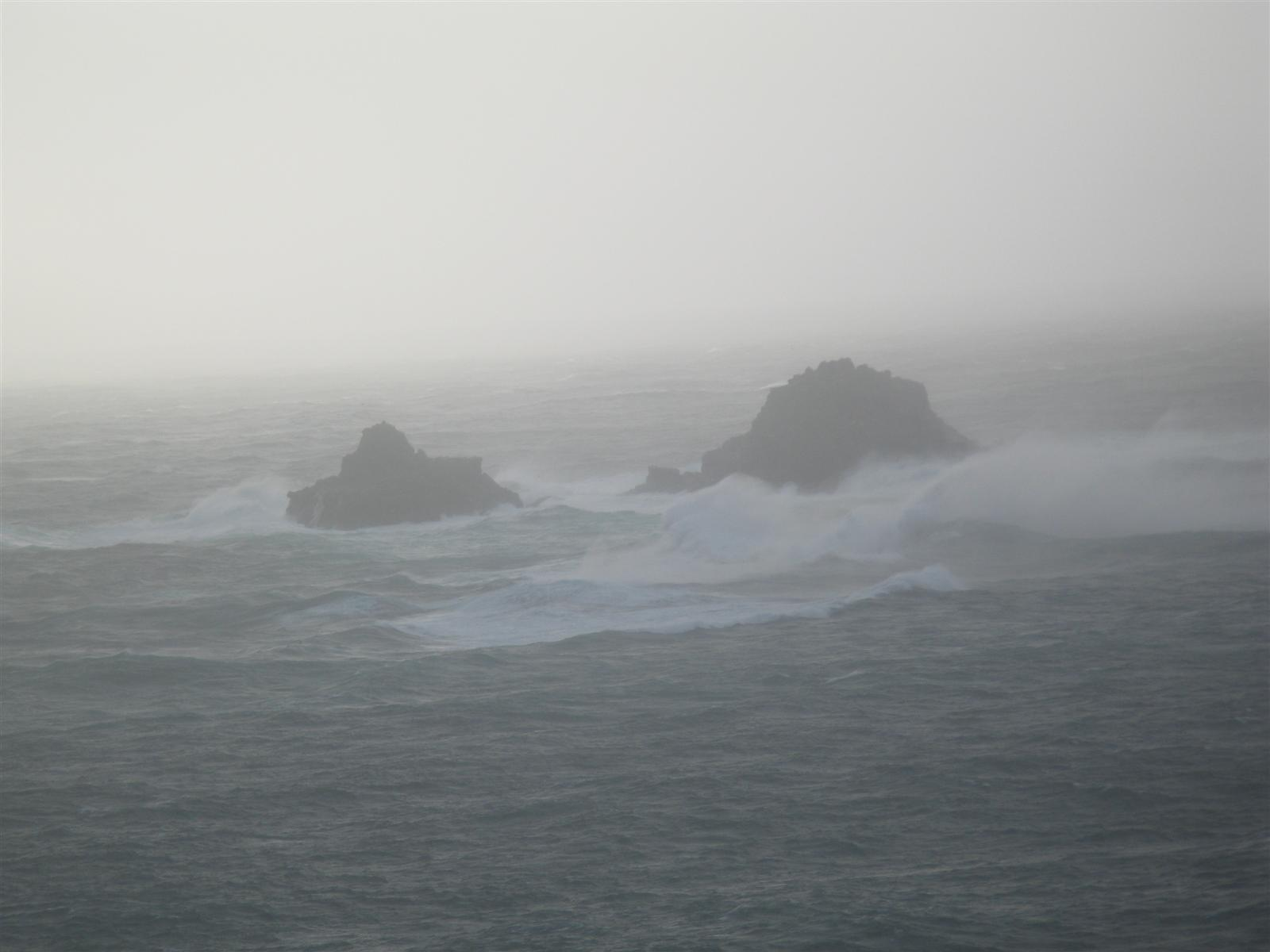
De Brisons